# Законодательная ассамблея Юкона
Законодательная ассамблея Юкона (англ. Yukon Legislative Assembly, фр. Assemblée législative du Yukon) — однопалатный высший законодательный орган (парламент) канадской территории Юкон.
Законодательная ассамблея Юкона — уникальная среди трёх территорий Канады. Она является единственным территориальным законодательным органом, организованным по принципу политических партий, в отличие от парламентов Нунавута и Северо-Западных территорий, которые избираются на беспристрастной основе и действуют на основе модели консенсусного правительства.
Каждый член ассамблеи представляет один избирательный округ.

## История
С 1900 по 1978 год на Юконе избранным законодательным органом был Территориальный совет Юкона — орган, который не действовал в качестве основного правительства, но был беспартийным консультативным органом при комиссаре Юкона. После принятия Закона о выборах на Юконе в 1977 году Территориальный совет был заменен действующей Законодательной ассамблеей, которое было впервые избрано на выборах 1978 года.

## План рассадки

Правительство
- Либеральная партия Юкона (8)
- Партия Юкона (8)
Оппозиция
- Новая демократическая партия Юкона (3)

|       | Маклеод | Истченко | Катерс  | Ван Биббер |        |        | Хаттон |
|       |         | Кент     | Хассард |            | Уайт   | Хэнсон |        |
|       |         |          |         |            |        |        |        |
| Кларк |         |          |         |            |        |        |        |
|       |         |          |         |            |        |        |        |
|       |         | Макфи    | Сильвер | Фрост      | Пиллаи |        |        |
|       | Адель   | Галлина  | Мостин  | Стрейкер   | Дендис |        |        |

## Текущие члены
- Курсивом выделен член кабинета.
- Жирным шрифтом выделен лидер партии.
- Курсивом и жирным шрифтом выделен премьер-министр Юкона.

По состоянию на 23 апреля 2021 года:
- Брэд Катерс[англ.] (Партия Юкона)
- Нильс Кларк[англ.] (Либеральная партия Юкона)
- Ивонн Кларк[англ.] (Партия Юкона)
- Карри Диксон[англ.] (Партия Юкона)
- Джереми Харпер[англ.] (Либеральная партия Юкона)
- Стейси Хассард[англ.] (Партия Юкона)
- Вэйд Истченко[англ.] (Партия Юкона)
- Скотт Кент[англ.] (Партия Юкона)
- Джини Маклин[англ.] (Либеральная партия Юкона)
- Патти Маклеод[англ.] (Партия Юкона)
- Трейси-Энн Макфи[англ.] (Либеральная партия Юкона)
- Ричард Мостин[англ.] (Либеральная партия Юкона)
- Ранж Пиллаи[англ.] (Либеральная партия Юкона)
- Сэнди Сильвер (Либеральная партия Юкона)
- Джон Стрейкер[англ.] (Либеральная партия Юкона)
- Эмили Треджер[англ.] (Новая демократическая партия Юкона)
- Джеральдина Ван Биббер (Партия Юкона)
- Кейт Уайт[англ.] (Новая демократическая партия Юкона)
- Энни Блейк[англ.] (Новая демократическая партия Юкона)